# Dendrocalamus semiscandens
Dendrocalamus semiscandens är en gräsart som beskrevs av Chi Ju Hsueh och De Zhu Li. Dendrocalamus semiscandens ingår i släktet Dendrocalamus och familjen gräs. Inga underarter finns listade i Catalogue of Life.